# NEC µPD7720
El NEC μPD7720 es el nombre de los procesadores de señal digital de coma fija de NEC (actualmente Renesas Electronics). Anunciado en 1980, se convirtió, junto con el Texas Instruments TMS32010, en uno de los DSP más populares de su época. 

## Antecedentes
A fines de la década de 1970, los ingenieros telefónicos intentaban crear tecnología con un rendimiento suficiente para permitir la marcación digital por tonos. Las soluciones de procesamiento de señal digital existentes requerían más de cien chips y consumían cantidades significativas de energía. Intel respondió a este mercado potencial al presentar el Intel 2920 y un procesador integrado que, si bien tenía convertidores de digital a analógico y de analógico a digital, carecía de características adicionales (como un multiplicador por hardware) que se crearían más adelante. Los anuncios de los primeros DSP "reales", el NEC μPD7720 y el chip DSP-1 de Bell Labs, se produjeron al año siguiente en la conferencia internacional de circuitos de estado sólido IEEE de 1980. El μPD7720 estuvo disponible por primera vez en 1981 y comercialmente disponible a fines de 1982 a un costo de US$600 cada uno (aproximadamente $1900 actualidad). Más allá de su uso inicial en telefonía, estos procesadores encontraron aplicaciones en unidades de disco y controladores de gráficos, síntesis de voz y módems.  

## Arquitectura
Descripciones detalladas de la arquitectura μPD7720 se encuentran en Chance (1990),  Sweitzer (1984) y Simpson (1984). Brevemente, el NEC μPD7720 funcionaba a una frecuencia de 4 MHz con RAM de datos de 128 palabras, ROM de datos de 512 palabras y memoria de programa de 512 palabras, que tiene un formato de instrucciones similar a VLIW, que permite toda la operación de ALU, operación de incremento/decremento de registro de dirección y operación de movimiento en un ciclo. 

## Variantes

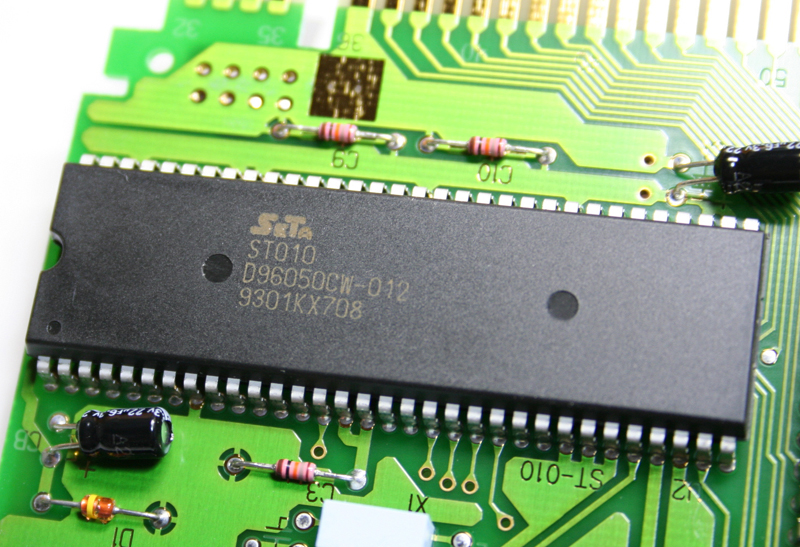
El sucesor NEC μPD96050

El NEC μPD77C25, que sucedió al μPD7720, funciona a una frecuencia de 8 MHz con RAM de datos de 256 palabras, ROM de datos de 1.024 palabras y memoria de programa de 2.048 palabras. 

## Lectura adicional
- Chance, R. J. (1990). «Devices Overview».  En Jones, N. B.; Watson, J. D. McK., eds. Digital Signal Processing:  Principles, Devices and Applications. Peter Peregrinus Ltd. pp. 10-12. ISBN 0863412106.

- Sweitzer, S. (March 1984). «A low cost FFT chip set». IEEE International Conference on Acoustics, Speech and Signal Processing (ICASSP) 9: 371-373. doi:10.1109/ICASSP.1984.1172726.(requiere suscripción)

- Simpson, Robert J.; Terrell, Trevor J. (September 1984). «Digital filtering using the NEC μPD7720 signal processor». Microprocessing and Microprogramming 14 (2): 67-78. doi:10.1016/0165-6074(84)90101-7.(requiere suscripción)

- Tretter, Steven A. (2008). Communication System Design Using DSP Algorithms. Springer. p. 2. ISBN 978-0-387--74885-6.

- Hays, W. Patrick (March 2004). «DSPs:  Back to the Future». Queue 2 (1): 44. doi:10.1145/984458.984485. (requiere suscripción)

- Waldner, Jean-Baptsite (2007). Nanocomputers and Swarm Intelligence. Wiley. p. 93. ISBN 978-1-84821-009-7.

- Lee, Edward Ashford; Seshia, Sanjit Arunkumar (2011). Introduction to Embedded Systems:  A Cyber-physical Systems Approach. Lee & Seshia. p. 182. ISBN 978-0-557-70857-4.

- Anderson, Alexander John (1994). Foundations of Computer Technology. Chapman & Hall. p. 365. ISBN 0-412-59810-8.